# Lễ cúng Thứ Tỷ (người H'Mông)
Lễ cúng Thứ Tỷ là một nghi lễ của đồng bào dân tộc H'Mông. Thứ Tỷ có thể hiểu như là Thần Thổ địa của người Kinh. Người H’mông quan niệm mỗi khu đất, mỗi vùng đất đều có một vị thần cai quản, do vậy trước khi canh tác, lam nhà, sinh sống trên một khu đất mới người ta phải cúng Thứ Tỷ, tức là cúng Thần thổ địa. Mục đích của việc cúng là cầu xin Thần Thứ Tỷ bảo quản đất đai không bị sạt lỡ, cây lúa, cây ngô không bị đổ, không bị thú vật phá hoại. Cúng Thứ Tỷ có thể là một gia đình khi làm một nương mới, một dòng họ hoặc cả một cộng đồng.

## Địa điểm
Nơi cúng Thứ Tỷ là một tảng đá to, bền vững trong khu đất hoặc nằm giữa làng bản.

## Hành lễ
Một gia đình khi muốn làm một nương mới, việc đầu tiên phải chọn một hòn đá to trong nương để cúng. Hòn đá cũng coi như bàn thờ. Trước hòn đá phải đặt gà, rượu và thắp hương cúng. Nhổ lông gà, dính máu rồi dính vào hòn đá. Khi cúng cầu xin Thứ tỷ bảo quản đất đai không bị sạt lở, cây cối tốt tươi, không bị đổ, không bị trâu bò phá. 
- Đối với gia đình thì chủ nhà tự cúng.
- Đối với dòng họ hoặc cả một cộng đồng, việc cúng Thứ Tỷ cũng được dòng họ hoặc cả một cộng đồng toàn bản. Tảng đá cúng Thứ Tỷ được chọn nằm ngay ở trung tâm bản.

## Việc trông coi tảng đá
Bản cử người ra trông coi tảng, các dòng họ trong bản khác nhau cử người luân phiên ra bảo vệ tảng đá Thứ Tỷ vì tảng đá rất thiêng. Hàng năm bản vẫn tổ chức cúng Thứ Tỷ cho toàn bản ở tảng đá. Ngày làm cúng Thú Tỷ cũng là ngày cúng Nao Lồng. Người ta đem đến đây một con lợn và hai con gà để cúng. Sau khi cúng xong, cùng với con lợn.